# Sporting Montréal FC
Sporting Montréal FC – kanadyjski klub futsalowy z siedzibą w mieście Montreal, obecnie występuje w najwyższej klasie Kanady. Został założony jako Sporting Outlaws FC, w 2018 przyjął obecną nazwę.

## Sukcesy
- Mistrzostwo Kanady: 2017[1]
- Wicemistrzostwo Kanady: 2018, 2019